# بيل هيكي
بيل هيكي (بالإنجليزية: Bill Hickey)‏ هو لاعب كرة قدم أسترالية أسترالي، ولد في 28 يناير 1886 في أديلايد في أستراليا، وتوفي في 16 أغسطس 1973 في East Melbourne ‏ في أستراليا.

## وصلات خارجية
- بيل هيكي على موقع AustralianFootball.com (الإنجليزية)
- بيل هيكي على موقع AFLtables.com (الإنجليزية)